# 食品安全基本法
食品安全基本法（しょくひんあんぜんきほんほう、平成15年5月23日法律第48号）は、食品の安全性の確保に関し、基本理念を定めるとともに、施策の策定に係る基本的な方針を定めることにより、食品の安全性の確保に関する施策を総合的に推進することに関する法律である。
内閣府食品安全委員会の設置根拠法令である。

## 構成
- 第1章 総則（第1条～第10条）
- 第2章 施策の策定に係る基本的な方針（第11条～第21条）
- 第3章 食品安全委員会（第22条～第38条）
- 附則

## 法律の目的
食品安全基本法はその目的を以下のように定めている。
食品安全基本法は2003年（平成15年）5月23日に、食品衛生法の制定以来初ともいえる大改正に先立ち公布、同年7月1日施行された（食衛法の改正法の公布は5月30日）。
この一連の動きの背景には、森永ヒ素ミルク事件や雪印集団食中毒事件、BSE問題の発生、無許可食品添加物の使用、原産地の偽装表示や残留農薬と、食の安全を脅かす事件があった。

## 主な条文の内容
- 第3条～第5条 - 食品の安全性の確保についての基本理念。
- 第6条～第9条 - 国、地方自治体及び食品関連事業者の責務と消費者の役割。

国及び地方自治体の施策の策定及び実施を責務とすることを明記。
食品関係事業者は必要な措置を適切に講じる責務、国及び地方公共団体の施策に協力する責務及び正確かつ適切な情報の提供に努めなければならないことを明記。
消費者は知識と理解を深め、意見を表明するように努めることを明記。
- 第12条～第20条 - 施策の策定に当たっての留意事項。

国民の意見の行政への反映、緊急事態への対処に関する体制の整備、行政機関同士の連携、国民に対する教育と学習の振興、環境に及ぼす影響の配慮など。